# 権皋
権 皋（けん こう、723年 - 768年）は、唐代の官僚。字は士繇。本貫は秦州隴城県。

## 経歴
後秦の太常の権翼の末裔にあたる。羽林軍参軍の権倕の子として生まれた。若くして進士に及第し、臨清県尉に任じられた。安禄山が幽州長史から河北按察使となると、権皋はその下で薊県県尉となり、従事をつとめた。権皋は安禄山が反乱を起こす計画であるのをひそかに察知し、安禄山のもとを去ることを望んだが、老母に禍が及ぶのを心配していた。天宝14載（755年）、権皋は安禄山の命を受けて北方民族の捕虜を朝廷に献上し、長安から帰る途中に、福昌に立ち寄った。福昌県尉の仲謨は権皋の従妹の婿であり、ひそかにかれと密計を結んだ。権皋が河陽に到着すると、偽って病が重くなったといって仲謨を呼び出した。仲謨は河陽に着くと、権皋がにわかに亡くなったふりをして哀哭し、権皋の棺を葬ったようにみせた。従吏が薊県に帰ると、権皋の死を報告し、権皋の母は嘆き悲しんだ。安禄山は権皋の死が偽りであるとは疑わず、その母が帰るのを許した。ときに権皋はひそかに隠れており、母を淇門で迎えた。母を奉じて南へと向かった。母子が長江を渡ったとき、安禄山はすでに反乱を起こしていた。このことから権皋は名を知られるようになった。淮南採訪使の高適の上表により、大理寺評事に試用され、判官をつとめた。
至徳2載（757年）、永王李璘が反乱を起こすと、権皋は巻き込まれるのを恐れて、名を変え服を改めて逃れた。蜀に蒙塵していた玄宗に称賛され、監察御史に任じられた。母が死去したため、権皋は辞職して洪州で喪に服した。ときに動乱のため南北は隔絶しており、年を越えても詔命が洪州に届くことはなかった。宦官の使者が洪州に居座って帰らず、苛斂誅求して州県はこれに苦慮していた。王遘が南昌県令となると、この宦官を捕らえて取り調べようと、権皋にそのことを相談した。権皋は長らく物言わず、「勅使を待つべきところ、このような発言をされるとは」と泣いていった。王遘はへりくだって礼をいった。権皋は浙西節度使の顔真卿の上表により行軍司馬となり、詔により起居舎人として召されたが、いずれも病と称して辞した。権皋を李季卿が江淮黜陟使となり、権皋の節操のある行動を上奏すると、権皋は著作郎に転じたが、やはり就任しなかった。
安史の乱により長安・洛陽は反乱軍に蹂躙されたことから、江東に逃れていた知名の士は、李華・柳識・韓洄・王定のように、権皋の徳を慕って友情を結んだ。大暦3年（768年）、権皋は家で死去した。享年は46。秘書少監の位を追贈された。諡は貞孝といった。
子に権徳輿があった。

## 伝記資料
- 『旧唐書』巻148 列伝第98
- 『新唐書』巻194 列伝第119